# Atletica leggera ai Giochi della X Olimpiade - 1500 metri piani

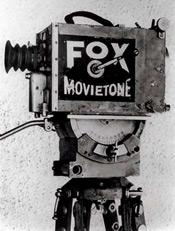
Video della Finale (commento in italiano)
Video della Finale (alla fine Beccali parla)

La competizione dei 1500 metri piani di atletica leggera ai Giochi della X Olimpiade si tenne i giorni 3 e 4 agosto 1932 al Memorial Coliseum di Los Angeles.

## L'eccellenza mondiale
| Primatista mondiale           | 3'49"2 1930 | Jules Ladoumégue  | Squalificato |
| Record olimpico: 1928         | 3'53"2      | Harri Larva       | Presente     |
| Primatista stagionale         | 3'52"2      | Luigi Beccali     | Presente     |
| Vincitore delle selezioni USA | 3'52"7      | Norwood Hallowell | Presente     |

1. ↑  Fino al 31 luglio.

## La gara
In marzo il primatista mondiale di 1500 e miglio, il francese Ladoumègue, è escluso dai Giochi da una squalifica per professionismo. 

Il campione olimpico di Amsterdam, Larva, non sembra avere grandi possibilità di vittoria. Gli occhi sono così puntati sui tre americani.

Il miglior tempo delle batterie è di Cunningham con 3'55” 8.

In finale Cunningham conduce l'andatura per un giro, poi il finlandese Ny opera una selezione, ma all'inizio dell'ultimo giro scatta il canadese Edwards, subito seguito da Cunningham. Ai 300 metri rinvengono dal gruppo l'inglese Cornes e Luigi Beccali. Ai 150 metri Beccali stacca Cornes e si lancia all'attacco del duo di testa.
Raggiunge prima l'americano poi il canadese andando a vincere per distacco con il nuovo primato olimpico.

## Risultati

### Turni eliminatori
| 3 Batterie | 3 agosto | 7 + 8 + 9      | Si qualificano i primi 4. |
| Finale     | 4 agosto | 12 concorrenti |                           |

### Batterie
| Pos. | Concorrente            | Nazione       | Tempo  |
| ---- | ---------------------- | ------------- | ------ |
| 1    | Glenn Cunningham       | Stati Uniti   | 3'55"8 |
| 2    | Jerry Cornes           | Gran Bretagna | 4'01"0 |
| 3    | Martti Luomanen        | Finlandia     | 4'01"5 |
| 4    | Phil Edwards           | Canada        | 4'03"5 |
| 5    | Hermenegildo del Rosso | Argentina     | 4'06"0 |
| 6    | Christian Markersen    | Danimarca     | 4'06"5 |
| 7    | Amilio Rodríguez       | Messico       |        |

| Pos. | Concorrente       | Nazione       | Tempo  |
| ---- | ----------------- | ------------- | ------ |
| 1    | Jack Lovelock     | Nuova Zelanda | 3'58"0 |
| 2    | Norwood Hallowell | Stati Uniti   | 3'58"1 |
| 3    | Eddie King        | Canada        | 3'58"6 |
| 4    | Harri Larva       | Finlandia     | 3'58"8 |
| 5    | Paul Martin       | Svizzera      | 3'59"1 |
| 6    | Folke Skoog       | Svezia        | 3'59"6 |
| 7    | Bill Barwick      | Australia     | 4'03"5 |
| -    | Armando Bréa      | Brasile       | Rit.   |

| Pos. | Concorrente   | Nazione       | Tempo  |
| ---- | ------------- | ------------- | ------ |
| 1    | Luigi Beccali | Italia        | 3'59"6 |
| 2    | Eino Purje    | Finlandia     | 3'59"7 |
| 3    | Eric Ny       | Svezia        | 3'59"9 |
| 4    | Frank Crowley | Stati Uniti   | 4'00"0 |
| 5    | Les Wade      | Canada        | 4'00"5 |
| 6    | Pedro Ortíz   | Messico       | 4'18"0 |
| -    | Nestor Gomes  | Brasile       | Rit.   |
| -    | Reg Thomas    | Gran Bretagna | Rit.   |
| -    | Otto Peltzer  | Germania      | Rit.   |

### Finale
| Pos.    | Concorrente       | Età | Nazione       | Tempo    |
| ------- | ----------------- | --- | ------------- | -------- |
| Oro     | Luigi Beccali     | 24  | Italia        | 3'51"2   |
| Argento | Jerry Cornes      | 22  | Gran Bretagna | 3'52"6   |
| Bronzo  | Phil Edwards      | 24  | Canada        | 3'52"8   |
| 4       | Glenn Cunningham  | 22  | Stati Uniti   | 3'53"4   |
| 5       | Eric Ny           | 22  | Svezia        | 3'54"6   |
| 6       | Norwood Hallowell | 22  | Stati Uniti   | 3'55"0   |
| 7       | Jack Lovelock     | 22  | Nuova Zelanda | 3'57"8   |
| 8       | Frank Crowley     | 23  | Stati Uniti   | 3'58"1   |
| 9       | Martti Luomanen   | 25  | Finlandia     | 3'58"4   |
| 10      | Harri Larva       | 25  | Finlandia     | 3'58"4   |
| -       | Eino Purje        | 32  | Finlandia     | Ritirato |
| -       | Eddie King        | 20  | Canada        | NP       |